# Antonio Mateu Lahoz

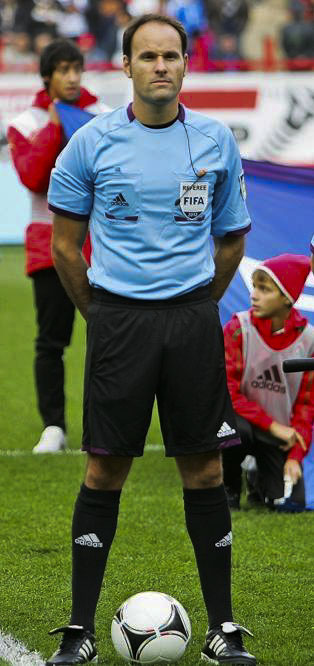
Antonio Mateu Lahoz, 2012

Antonio Miguel Mateu Lahoz (* 12. März 1977 in Algimia de Alfara, Valencia) ist ein ehemaliger spanischer Fußballschiedsrichter der Primera División. Er gehört zur Valencianischen Schiedsrichtervereinigung und ist von Beruf Sportlehrer.

## Karriere
Lahoz gehört seit der Saison 2008/09 dem Kader der spanischen Erstliga-Schiedsrichter an. Höhepunkte seiner nationalen Schiedsrichterlaufbahn stellen die Leitung des Endspiels um den spanischen Supercup 2012 sowie des Spanischen Pokalfinales 2014 dar.
Ab Januar 2011 war er FIFA-Schiedsrichter. Bis zur Saison 2022/23 zählte er zur Gruppe der UEFA-Elite-Schiedsrichter. Sein erstes internationales Spiel war ein Freundschaftsspiel der U-21-Nationalmannschaften Italiens und Englands am 8. Februar 2011. Sein Debüt in einem europäischen Vereinswettbewerb gab er im Juli 2011 bei einer Qualifikationsrundenbegegnung zur UEFA Europa League zwischen Dundee United und Śląsk Wrocław. Seitdem kam er in über 50 Gruppen- und K.-o.-Spielen der UEFA Champions League und Europa League zum Einsatz. In der Champions-League-Spielzeit 2020/21 pfiff Lahoz das Finale.
Seine erste bedeutende Turniernominierung war für das olympische Fußballturnier 2016, wo er bei zwei Vorrundenbegegnungen amtierte. Darüber hinaus leitete er Begegnungen bei den U-20-Fußball-Weltmeisterschaften 2015 und 2017.
Die FIFA berief ihn am 29. März 2018 als einzigen spanischen Schiedsrichter für die Weltmeisterschaft 2018. Als Assistenten begleiten ihn Pau Cebrián Devís und Roberto Díaz Pérez. Beim Turnier in Russland leitete er ebenfalls zwei Gruppenspiele.

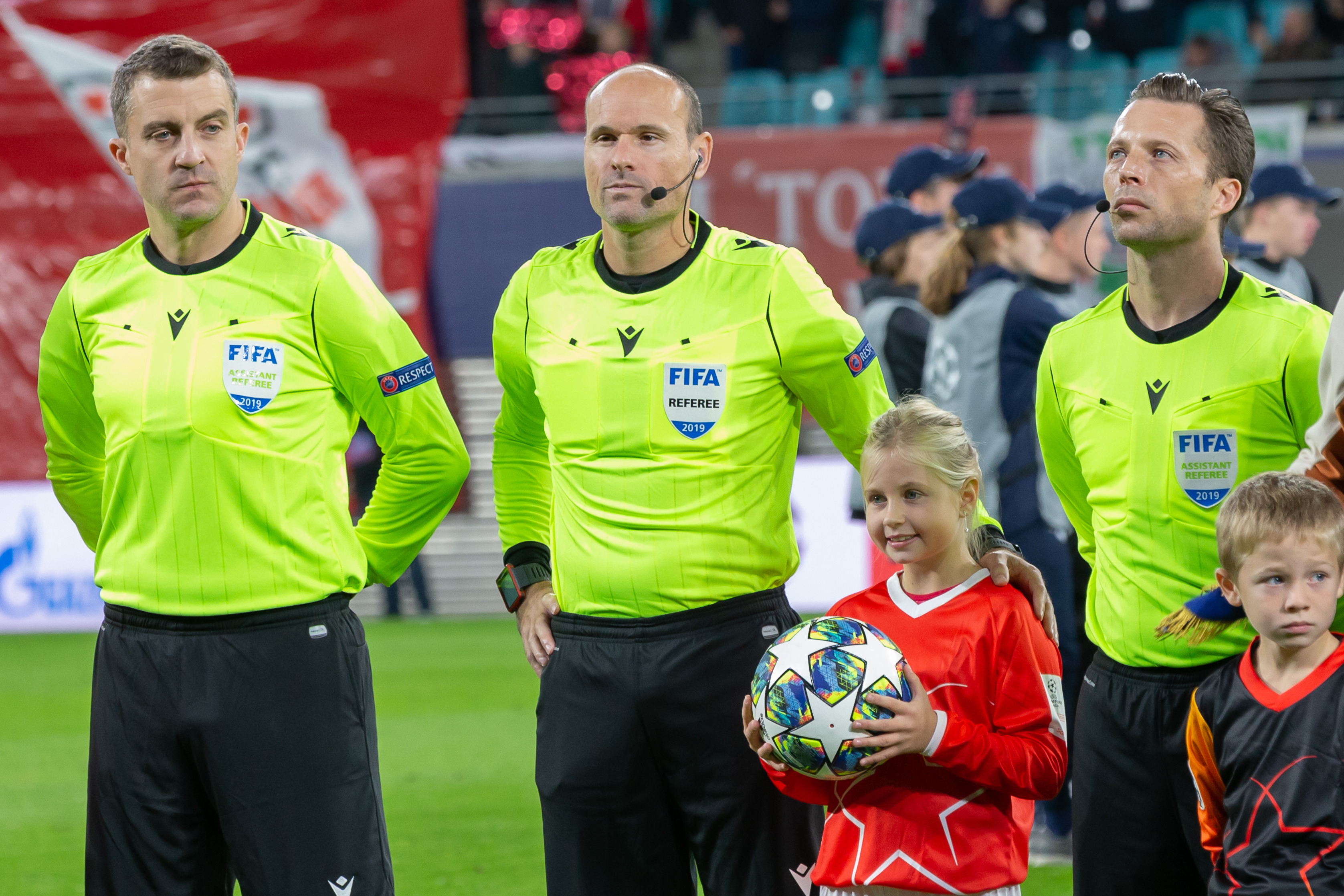
Antonio Mateu Lahoz (Mitte) mit Pau Cebrián (rechts) und Roberto Díaz (links) bei einem Champions-League-Spiel in Leipzig

Am 29. Mai 2021 leiteten Mateu Lahoz, Cebrián und Díaz das UEFA-Champions-League-Finale 2021 zwischen Manchester City und dem FC Chelsea (0:1).
Für die Fußball-Europameisterschaft 2021 wurde er als einer von 19 Hauptschiedsrichtern nominiert. Er kam als einziger Schiedsrichter bei drei Vorrundenspielen zum Einsatz. Nach mehreren kontroversen Elfmeterentscheidungen im Spiel zwischen Portugal und Frankreich wurde er seitens der UEFA für keine weiteren Einsätze benannt.
Im Mai 2022 wurde Lahoz für die Fußball-Weltmeisterschaft 2022 nominiert. Nach zwei Einsätzen in der Gruppenphase – darunter das politisch brisante Duell zwischen dem Iran und den USA – wurde er mit der Leitung des Viertelfinalspiels zwischen den Niederlanden und Argentinien betraut. In diesem Spiel zeigte Lahoz insgesamt 17-mal die gelbe Karte und stellte damit eine neue Rekordmarke für die meisten Verwarnungen in einem WM-Spiel auf. Zudem verwies er Denzel Dumfries während des Elfmeterschießens mit gelb-rot des Feldes. Im Anschluss sah sich Lahoz aufgrund seiner Spielleitung Kritik von beiden Mannschaften, Experten und Kommentatoren ausgesetzt.
Nach der Saison 2022/23 beendete er seine aktive Karriere.

## Bedeutende Einsätze

### Olympisches Fußballturnier 2016
| Phase        | Datum         | Spielort | Heimmannschaft | Gastmannschaft | Ergebnis  |
| ------------ | ------------- | -------- | -------------- | -------------- | --------- |
| Gruppenphase | 4. Aug. 2016  | Brasília | Brasilien      | Südafrika      | 0:0       |
| Gruppenphase | 10. Aug. 2016 | Brasília | Argentinien    | Honduras       | 1:1 (0:0) |

### Fußball-Weltmeisterschaft 2018
| Phase        | Datum         | Spielort      | Heimmannschaft | Gastmannschaft | Ergebnis  |
| ------------ | ------------- | ------------- | -------------- | -------------- | --------- |
| Gruppenphase | 21. Juni 2018 | Samara        | Dänemark       | Australien     | 1:1 (1:1) |
| Gruppenphase | 26. Juni 2018 | Rostow am Don | Island         | Kroatien       | 1:2 (0:0) |

### UEFA-Champions-League-Finale 2020/21
| Phase  | Datum        | Spielort | Heimmannschaft  | Gastmannschaft | Ergebnis  |
| ------ | ------------ | -------- | --------------- | -------------- | --------- |
| Finale | 29. Mai 2021 | Porto    | Manchester City | FC Chelsea     | 0:1 (0:1) |

### Fußball-Europameisterschaft 2021
| Phase        | Datum         | Spielort         | Heimmannschaft | Gastmannschaft | Ergebnis  |
| ------------ | ------------- | ---------------- | -------------- | -------------- | --------- |
| Gruppenphase | 12. Juni 2021 | Sankt Petersburg | Belgien        | Russland       | 3:0 (2:0) |
| Gruppenphase | 18. Juni 2021 | London           | England        | Schottland     | 0:0       |
| Gruppenphase | 23. Juni 2021 | Budapest         | Portugal       | Frankreich     | 2:2 (1:1) |

### Fußball-Weltmeisterschaft 2022
| Phase         | Datum         | Spielort | Heimmannschaft | Gastmannschaft | Ergebnis                        |
| ------------- | ------------- | -------- | -------------- | -------------- | ------------------------------- |
| Gruppenphase  | 25. Nov. 2022 | Doha     | Katar          | Senegal        | 1:3 (0:1)                       |
| Gruppenphase  | 29. Nov. 2022 | Doha     | Iran           | USA            | 0:1 (0:1)                       |
| Viertelfinale | 9. Dez. 2022  | Lusail   | Niederlande    | Argentinien    | 2:2 n. V. (2:2, 0:1), 3:4 i. E. |